# Winterville (Oregon)
Winterville az Amerikai Egyesült Államok északnyugati részén, Oregon állam Coos megyéjében elhelyezkedő{ önkormányzat nélküli település.